# Stetson Kennedy
William Stetson Kennedy (5 de octubre de 1916 - 27 de agosto de 2011) fue un escritor y activista estadounidense de los derechos humanos. 
Pionero de la investigación sobre el folklore durante la primera mitad del siglo XX, se hizo especialmente conocido por haberse infiltrado en las filas del Ku Klux Klan en la década de 1940, y posteriormente exponer ante las autoridades y la opinión pública sus secretos. Su acción llevó a la revocación en 1947 por parte del estado de Georgia de la condición del Klan como asociación nacional.
Kennedy escribió ocho libros y fue coautor de uno.

## Infancia y educación
William Stetson Kennedy, comúnmente conocido como Stetson Kennedy, nació el 5 de octubre de 1916 en Jacksonville, Florida, hijo de Willye Stetson y George Wallace Kennedy. Kennedy, descendiente de los firmantes de la Declaración de Independencia, procedía de una familia sureña rica y aristocrática con parientes como John Batterson Stetson, fundador del imperio de sombreros Stetson y homónimo de la Universidad de Stetson, y un tío "Brady", que se desempeñó como funcionario principal del Klan, o "Gran Titán".
A una edad temprana, Kennedy comenzó a recopilar material del folclore de Florida y escribió poesía sobre la naturaleza de Florida. Sus puntos de vista sobre las relaciones raciales en el sur fueron influenciados en gran medida por la criada negra de su familia, conocida solo como "Flo", a quien Kennedy consideraba "casi como una madre". Recordó que durante su infancia en la década de 1920, los miembros locales del Klan golpearon y violaron a Flo por "burlarse de los blancos" después de que ella increpara a un conductor de autobús blanco que le había dado mal el cambio. Recordando este incidente más tarde en su vida, Kennedy dijo: "A una edad muy tierna, me di cuenta de que los adultos mentían mucho más que Santa Claus", en referencia a las afirmaciones del Klan de ser patriotas cristianos.
Kennedy asistió a las escuelas públicas de Jacksonville y se graduó de la escuela secundaria Robert E. Lee durante la Gran Depresión. En 1935 se matriculó en la Universidad de Florida, de la que se retiró en 1937 sin obtener un título. También estudió en la New School for Social Research (Nueva Escuela de Investigación Social) de Nueva York y en la Sorbona de París, Francia.

## Primeros escritos y activismo
En 1936, mientras estudiaba en la Universidad de Florida, Kennedy recolectó botas y mantas para la República Española durante la guerra civil española.
Kennedy ha sido llamado "uno de los coleccionistas de folclore pioneros durante la primera mitad del siglo XX". En 1937, dejó la Universidad de Florida para unirse al Proyecto Federal de Escritores, la iniciativa de la Works Progress Administration (WPA) financiada con fondos federales creada bajo el New Deal para financiar y apoyar a los escritores estadounidenses durante la Gran Depresión. Como parte del Proyecto Federal de Escritores, la Biblioteca del Congreso contrató archivistas para documentar la diversidad de la cultura estadounidense mediante la grabación de canciones populares regionales (p. ej., canciones infantiles, baile y música góspel) e historias orales en muchos idiomas y dialectos. Durante cinco años, Kennedy recopiló el folclore de Florida, viajando por el estado junto con otras figuras notables como la escritora del Renacimiento de Harlem Zora Neale Hurston y el folclorista Alan Lomax, entre otros. Kennedy tuvo un papel importante en la edición de varios volúmenes para el Proyecto Federal de Escritores, incluyendo The WPA Guide to Florida y 'A Guide to Key West de la famosa American Guide Series de WPA, y The Florida Negro.
El primer libro de Kennedy, Palmetto Country (1942), que fue encargado por el escritor de Georgia Erskine Caldwell para su American Folkways Series, se basó en material no utilizado recopilado durante el tiempo que Kennedy participó en el Proyecto Federal de Escritores. Cuando se publicó, Alan Lomax de la Biblioteca del Congreso dijo: "Dudo mucho que se escriba un libro mejor sobre la vida popular de Florida".
En 1942, Kennedy comenzó a trabajar para la CIO, una federación de sindicatos para trabajadores industriales. Como director editorial del comité de acción política (PAC) del CIO en Atlanta, escribió una serie de monografías contra las políticas racistas como el impuesto a la comunidad (poll tax), las primarias blancas y otras restricciones que se usaban habitualmente en todo el Sur para privar a las minorías, principalmente los afroamericanos y los pobres, de ejercer su derecho al voto.

## Infiltración en el Ku Klux Klan

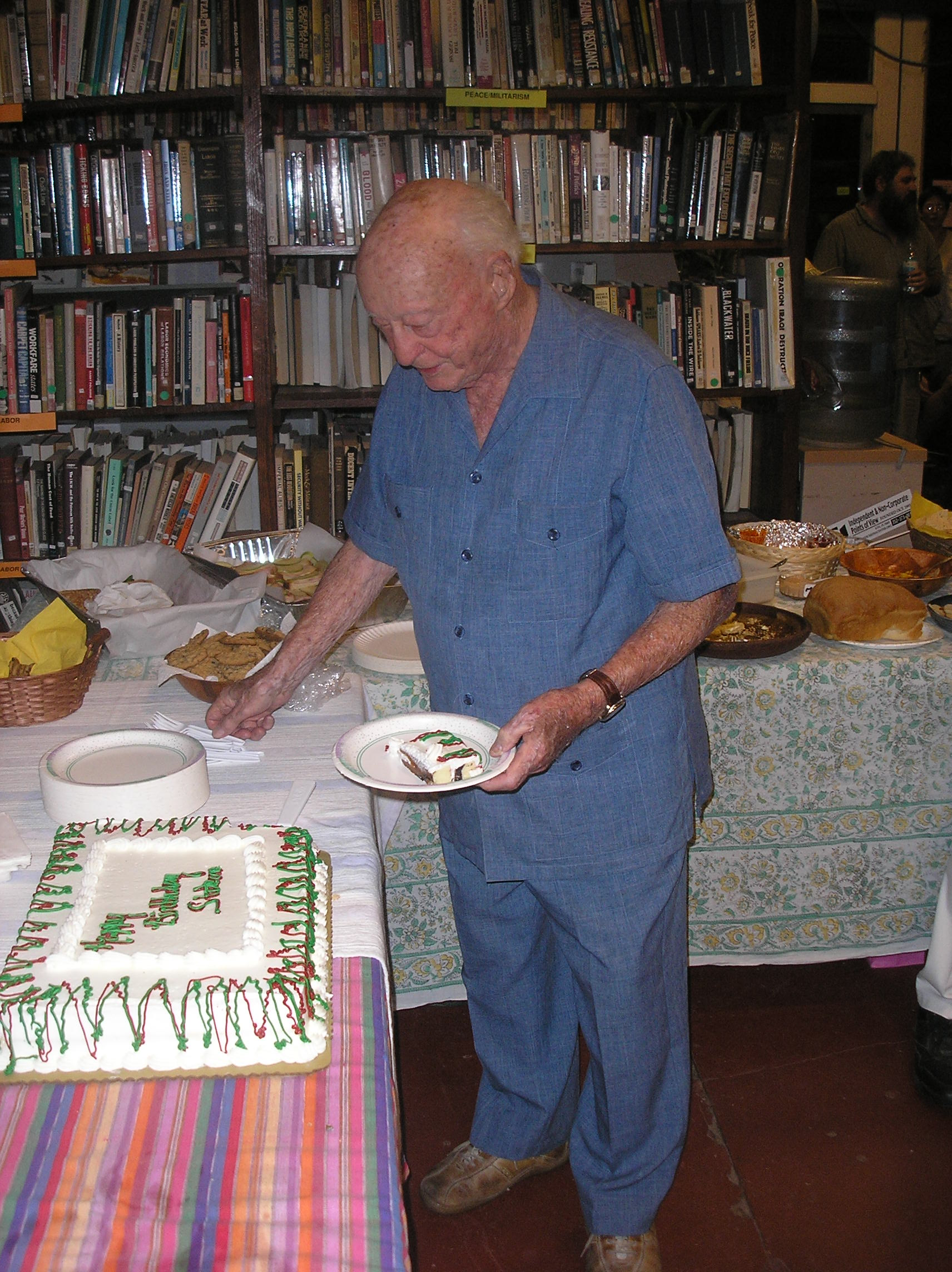
Stetson Kennedy en su cumpleaños 93

Kennedy no pudo alistarse en el ejército para servir en la Segunda Guerra Mundial debido a un problema de columna, por lo que decidió canalizar su patriotismo hacia la lucha contra las injusticias raciales en sur. Es conocido por infiltrarse en el Ku Klux Klan del estado de Georgia y por exponer sus secretos en el popular programa de radio para niños Las aventuras de Superman, trivializando así sus rituales. También apuntó a The Columbians, una organización neonazi con sede en Atlanta. Kennedy afirmó que "Había una gran cantidad de males en el mundo en ese momento, y todavía los hay, pero no pude evitar sentir que el racismo era quizás el más malvado".
Trabajando con la Oficina de Investigaciones de Georgia, Kennedy se unió a las múltiples organizaciones afiliadas al Klan bajo el seudónimo de John Perkins. Tenía la intención de obtener pruebas que pudieran utilizarse para procesar a sus miembros. Obtuvo información sobre el "Imperio Invisible" del Klan a través de su propia participación y también a través de un informante de alto rango. Tan pronto como tuvo conocimiento de nuevos detalles, compartió los secretos del Klan con la policía, fiscales, periodistas y organizaciones de derechos humanos. En 1947, después de un año de trabajo encubierto, consintió en testificar en un juicio contra los líderes de The Columbians (una organización de ultraderecha), Homer Loomis y Emory Burke, quienes fueron declarados culpables.
Kennedy afirmó que en 1946, proporcionó información, incluidas palabras en clave secretas y detalles de los rituales del Klan, a los escritores del programa de radio Superman, con la intención de despojar a la mística del Klan. Hubo una serie de 16 episodios en los que Superman se enfrentó al Klan. Kennedy afirmó que la trivialización de los rituales y palabras en clave del Klan probablemente tuvo un impacto negativo en el reclutamiento y la membresía del mismo.

## Carrera posterior
Después de la Segunda Guerra Mundial, Kennedy trabajó como periodista para el periódico liberal PM y como corresponsal a tiempo parcial para publicaciones como el New York Post y The Nation. También proporcionó información sobre la discriminación al columnista Drew Pearson. Sus historias aparecieron en periódicos y revistas como el New York Post, del que fue durante un tiempo corresponsal en el sur, y proporcionó información sobre la discriminación a los columnistas. Para dar a conocer al público los efectos de las leyes Jim Crow en el sur, fue autor de una serie de exposiciones del Klan y del sistema racista de Jim Crow a lo largo de su vida, incluida Southern Exposure (1946), Jim Crow Guide to the USA (1959), y después de Appomattox: Cómo el Sur ganó la guerra (1995). Durante la década de 1950, los libros de Kennedy, considerados demasiado incendiarios para ser publicados en Estados Unidos, fueron publicados en Francia por el filósofo existencialista Jean-Paul Sartre y posteriormente traducidos a otros idiomas. Kennedy acuñó el término "Frown Power" (fruncir el ceño), cuando comenzó una campaña con ese nombre en la década de 1940, que simplemente alentaba a las personas a fruncir el ceño deliberadamente cuando escuchaban un discurso intolerante.
En 1952, cuando Kennedy se postuló para gobernador de Florida, su amigo e invitado Woody Guthrie escribió un conjunto de letras para una canción de campaña, "Stetson Kennedy". Más tarde, Billy Bragg le puso música a la canción y la banda Wilco de Bragg y Jeff Tweedy la grabó en el álbum Mermaid Avenue Vol. yo _ Kennedy dice que se convirtió en "el hombre más odiado de Florida", y su casa en Fruit Cove, cerca del lago Beluthahatchee, fue incendiada por derechistas y muchos de sus papeles fueron destruidos, lo que provocó que abandonara el país y se fuera a vivir a Francia. Allí, en 1954, Kennedy escribió su sensacional exposición del funcionamiento del Klan, I Rode With The Ku Klux Klan (Cabalgué con el Ku Klux Klan), luego reeditado como The Klan Unmasked (El Klan desenmascarado), que fue publicado por Jean-Paul Sartre. Cuestionado en años posteriores sobre la precisión de su relato, Kennedy dijo más tarde que lamentaba no haber incluido una introducción explicativa al libro sobre cómo se obtuvo la información en él.

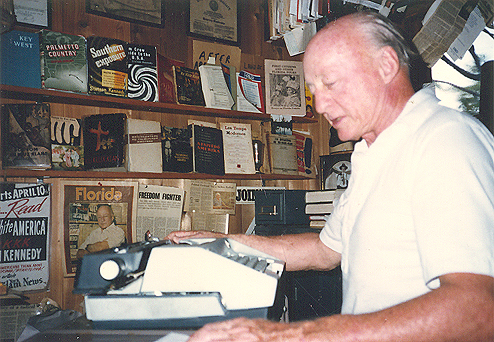
Kennedy en 1991

Miembro fundador y expresidente de la Florida Folklore Society, Kennedy recibió el premio Florida Folk Heritage Award de 1998 y el premio Heartland del gobernador de Florida. Su contribución a la preservación y propagación de la cultura popular es el tema de la disertación de Peggy Bulger, "Stetson Kennedy: Folclore aplicado y promoción cultural" (Universidad de Pensilvania, 1992). Kennedy también aparece como uno de los "denunciantes", en el libro Coming of Age de Studs Terkel, publicado en 1995.
En 2007, el condado de St. Johns declaró un "Día de Stetson Kennedy".
Kennedy participó en la conferencia de dos días "Recursos del New Deal: Preservando el legado" en la Biblioteca del Congreso con motivo del 75.º aniversario del New Deal, celebrada en marzo de 2008. El libro más reciente de Kennedy, Grits and Grunts: Folkloric Key West, fue emitido por Pineapple Press, en 2008.
En febrero de 2009, Kennedy legó su biblioteca personal al Civic Media Center en Gainesville (Florida), con el que Kennedy había trabajado desde el inicio del centro.
En octubre de 2009, se llevó a cabo una primera fiesta por el 93 cumpleaños de Kennedy en el Civic Media Center y al día siguiente los admiradores acudieron en masa al parque Beluthahatchee, ahora un sitio histórico emblemático, para celebrar allí el cumpleaños de Kennedy.

## Vida personal
Según sus amigos estuvo casado siete veces, aunque Kennedy solo admitió cinco matrimonios, afirmando: "Dejaré que los historiadores decidan cuántas veces me he casado". Su primer matrimonio fue en 1936 con Edith Ogden-Aguilar, una emigrante cubana que conoció en Key West, Florida mientras hacía trabajo de campo para sus propios escritos poco después de dejar UF.
En 1942, tuvo su único hijo, Loren Stetson Kennedy.
Después de huir de Budapest con su esposa húngara durante la Revolución húngara de 1956, Kennedy estuvo detenido en París durante más de un año después de que el gobierno estadounidense confiscara su pasaporte debido al macartismo.
En 2006, a los 90 años, Kennedy se casó con la escritora y librera Sandra Parks, ex comisionada de la ciudad de San Agustín (Florida). Permanecieron casados hasta que Kennedy murió en 2011.

## Legado

### Parque Beluthahatchee

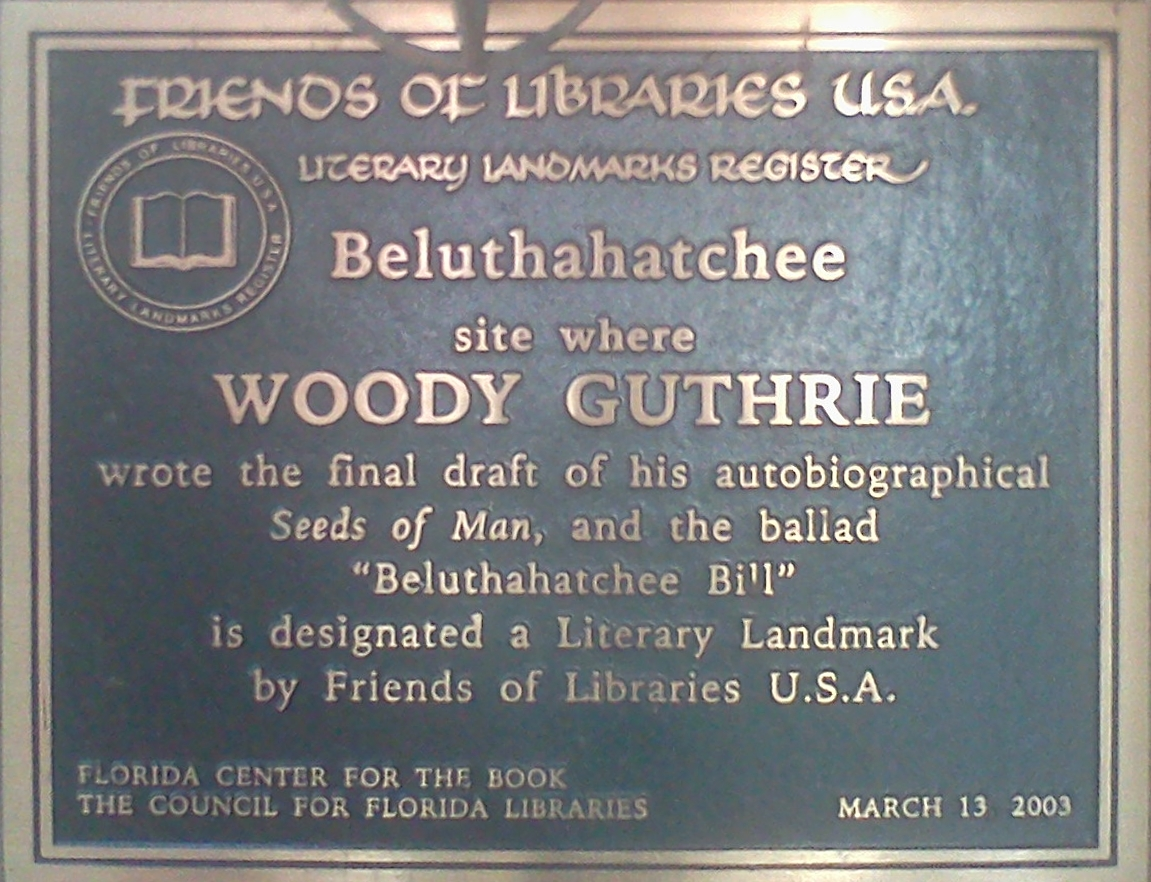
Letrero en la residencia de Stetson Kennedy erigida como consecuencia de la designación en 2003 de Beluthahatchee como Monumento Literario, N.º 83 en el Registro Nacional. (También se aprobó un marcador adicional, a nombre de Kennedy, que se erigirá después de su fallecimiento).)

En 2003, Friends of Libraries USA incluyó a Beluthahatchee en su registro nacional de sitios literarios y, para conmemorar la ocasión, Arlo Guthrie ofreció un concierto en Jacksonville.
En 2005, Kennedy recibió un patrimonio vitalicio en su propiedad de 4 acres en el Condado de San Juan (Florida), y ahora es Beluthahatchee Park.
El nombre "Beluthahatchee" describe un mítico "Florida Shangri-la, donde todo lo desagradable se perdona y se olvida", según Zora Neale Hurston.
Entre las comodidades se encuentran un pabellón de pícnic, un muelle para canoas, acceso al lago Beluthatchee y el uso de las dos plataformas de observación de vida silvestre. Se planea un "Sendero de la Madre Tierra" en toda la propiedad, según lo previsto por la Fundación Kennedy. El perímetro del parque está rodeado por una densa bóveda de vegetación nativa y el enclave proporciona un hábitat para la vida silvestre y continúa sirviendo como colonia y lugar de descanso para muchos tipos de aves acuáticas y otras aves.
La casa de Kennedy, tras su muerte, se abrió como museo y archivo y ofrece exhibiciones educativas, principalmente sobre Woody Guthrie y William Bartram además del propio Kennedy, y ha sido operada por la Fundación Kennedy. Una cabaña de troncos que está en el parque se utiliza como residencia para el cuidador, mientras que el cuarto edificio allí puede albergar a un artista en residencia a través del programa Florida Folklife.
El parque es parte de un terreno de 70 acres que Kennedy compró en 1948, registró convenios restrictivos reservando tierras a perpetuidad como refugio de vida silvestre, y al año siguiente se subdividió, vendiéndose posteriormente todo menos su propia parcela de 4 acres.

### Muerte y memoriales

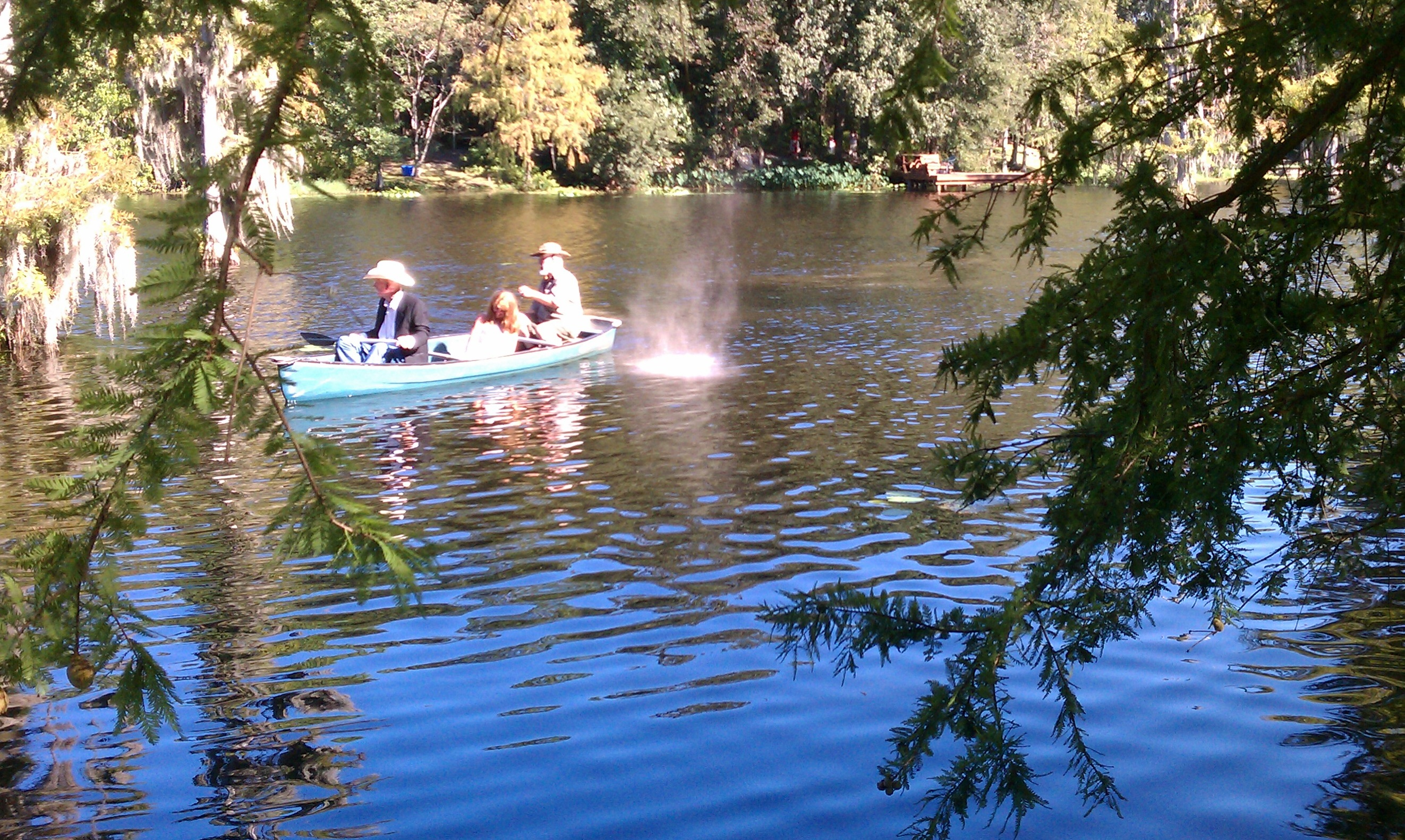
Las cenizas de Stetson Kennedy se esparcen al final de su servicio conmemorativo el 1 de octubre de 2011 en el lago Beluthahatchee.

Kennedy murió el 27 de agosto de 2011 en el Baptist Medical Center South en Jacksonville, Florida, donde había estado en cuidados paliativos durante varios días.
Los deseos declarados de Kennedy eran que, tras su muerte, se celebrara una fiesta en lugar de un funeral; por lo tanto, se llevó a cabo una celebración de la vida de Kennedy el 1 de octubre de 2011 (cuatro días antes del 95 cumpleaños de Kennedy) en la granja de Kennedy, Beluthahatchee Park. Varios cientos de familiares, amigos y admiradores se reunieron para los eventos que comenzaron con una hora de actuaciones musicales. Las actuaciones incluyeron varias piezas escritas por el amigo de Kennedy, Woody Guthrie, quien compuso muchas canciones en Beluthahatchee, incluidas varias sobre Kennedy, por ejemplo, "Beluthahatchee Bill", que culminó con todos los presentes cantando "This Land Is Your Land" (Esta tierra es tu tierra) de Guthrie.". Esto fue seguido por una hora de elogios. Luego, todos los presentes caminaron hasta el lago Beluthahatchee y vieron las cenizas de Kennedy esparcidas allí desde una canoa.